# Чалык, Ахмет Йылмаз
Ахмет Йылмаз Чалык (тур. Ahmet Yılmaz Çalık; 26 февраля 1994, Анкара, Турция — 11 января 2022, там же) — турецкий футболист, защитник. Участник чемпионата Европы 2016 года.

## Клубная карьера

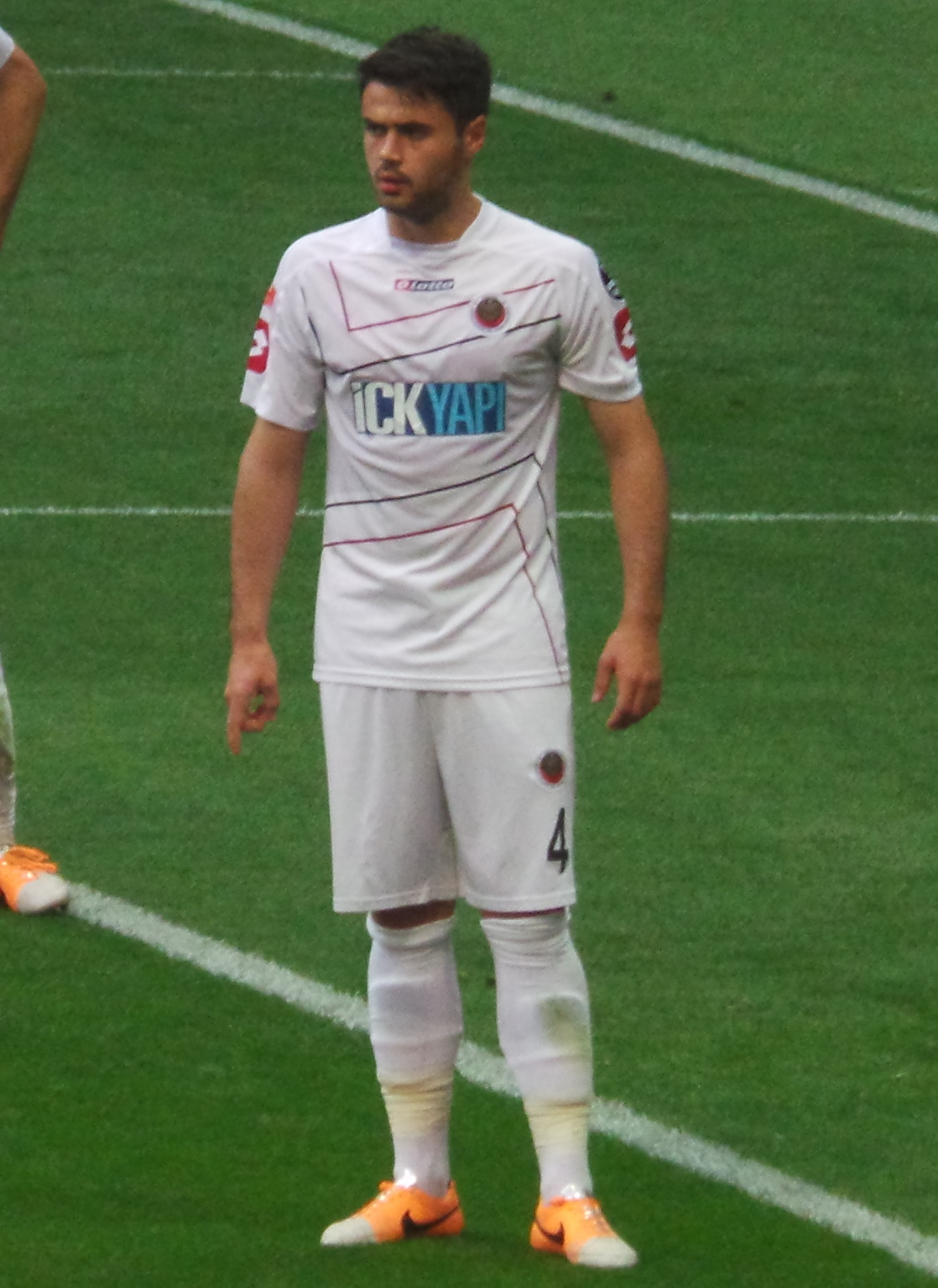
Чалык в составе «Генчлербирлиги»

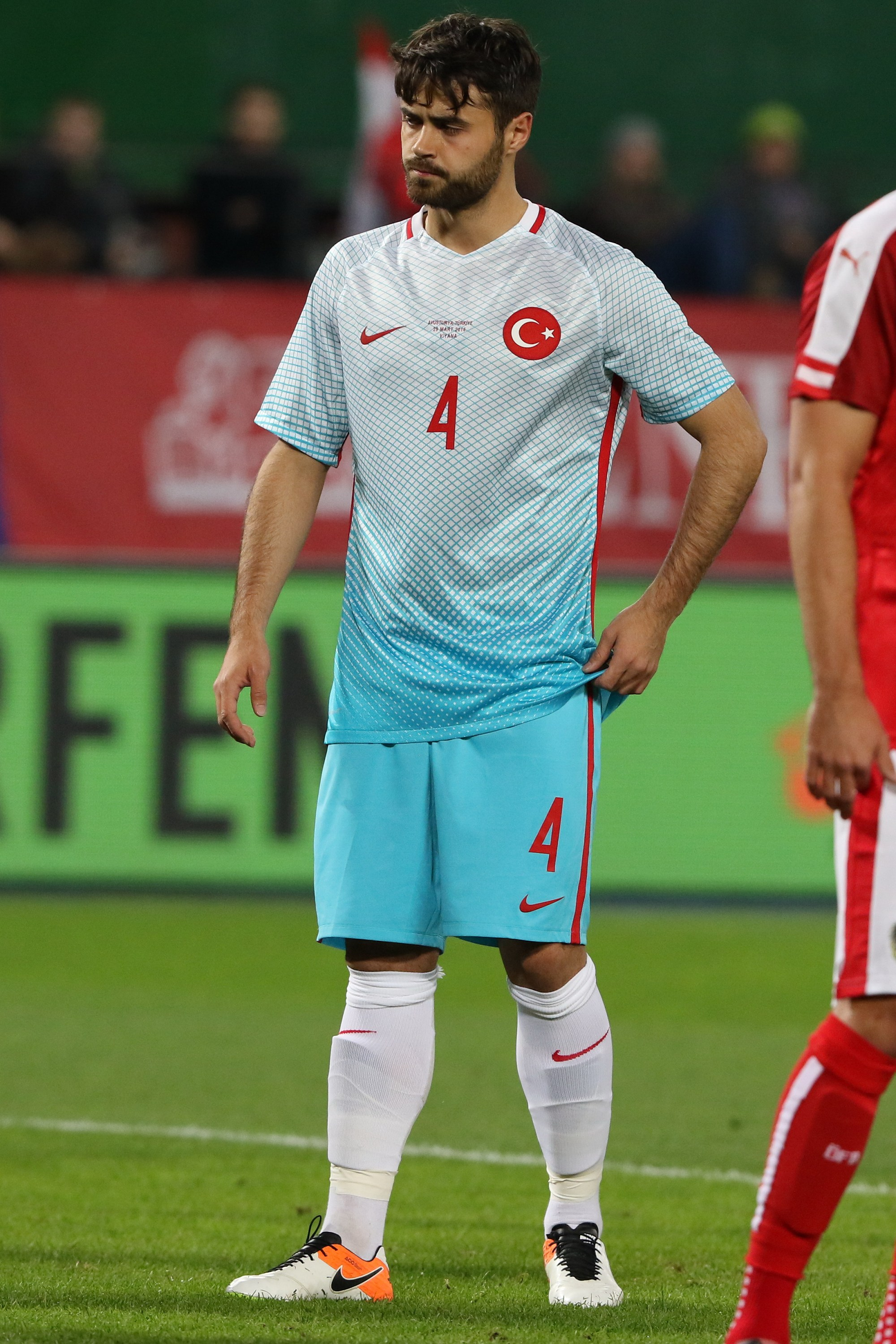
Чалык в составе сборной Турции

Чалык — воспитанник клуба «Генчлербирлиги». 5 мая 2012 года в матче Кубка Турции против «Газиантепспора» он дебютировал за основную команду. 21 апреля 2013 года в матче против «Фенербахче» Ахмет дебютировал в турецкой Суперлиге. 19 октября в поединке против «Касымпаши» он забил свой первый гол за «Генчлербирлиги».
В начале 2017 года Чалык перешёл в «Галатасарай». 14 января в матче против «Коньяспора» он дебютировал за новый клуб. 1 мая в поединке против «Бурсаспора» Ахмет забил свой единственный гол за «Галатасарай».
В 2018 году он помог клубу выиграть чемпионат.

## Национальная сборная
В 2013 году в составе юношеской сборной Турции Чалык принял участие в юношеском чемпионате Европы в Литве. На турнире он сыграл в матчах против команд Сербии, Франции и Грузии. В том же году в составе молодёжной сборной Турции Ахмет принял участие в домашнем молодёжном чемпионате мира. На турнире он сыграл против команд Сальвадора, Колумбии и Франции.
17 ноября 2015 года в товарищеском матче со сборной Греции Чалык дебютировал за сборную Турции.
Летом 2016 года Ахмет принял участие в чемпионате Европы во Франции. На турнире он был запасным и на поле не выходил.
Погиб в автокатастрофе.

## Достижения
Командные
«Галатасарай»
- Чемпион Турции: 2017/18, 2018/19